# یانا پالاسک
یانا پالاسک (آلمانی: Jana Pallaske؛ زادهٔ ۲۰ مهٔ ۱۹۷۹) یک هنرپیشه و خواننده اهل آلمان است. وی از سال ۲۰۰۰ میلادی تاکنون مشغول فعالیت بوده‌است.
از فیلم‌ها یا برنامه‌های تلویزیونی که وی در آن نقش داشته‌است می‌توان به سفر به اروپا، فیلمبرداری در پالرمو، هشدار برای کبرا ۱۱، پرونده‌ای برای دو نفر، مسابقه سرعت و حرامزاده‌های لعنتی اشاره کرد.